# Katalin Karikó
Katalin Karikó (en húngaro: Karikó Katalin; Szolnok, 17 de enero de 1955) es una bioquímica húngara especializada en mecanismos mediadores de ARN. Su investigación ha sido el desarrollo de ARNm transcrito in vitro para terapias de proteínas. Es vicepresidenta sénior de BioNTech RNA Pharmaceuticals. 
El trabajo de Karikó incluye la investigación científica de la activación inmune mediada por ARN que resulta en el co-descubrimiento con Drew Weissman de las modificaciones de nucleósidos que suprimen la inmunogenicidad del ARN. Se considera que esto permite el uso terapéutico del ARNm. Junto a Weissman recibió el Premio Nobel de Fisiología o Medicina en 2023 y es titular de patentes concedidas en los Estados Unidos para la aplicación de ARN no inmunogénico modificado por nucleósidos. Esta tecnología ha sido licenciada por BioNTech y Moderna para desarrollar las vacunas COVID-19. Fue cofundadora y CEO de RNARx de 2006 a 2013. Karikó es la madre de la dos veces medallista de oro olímpica, Susan Francia.

## Biografía
Karikó creció en la ciudad húngara de Kisújszállás, donde asistió al Móricz Zsigmond Református Gimnázium. Después de obtener su doctorado en la Universidad de Szeged, Karikó continuó sus investigaciones y sus estudios postdoctorales en el Instituto de Bioquímica del Centro de Investigaciones Biológicas de la Academia de Ciencias de Hungría, en el Departamento de Bioquímica de la Universidad Temple y en la Uniformed Services University of the Health Sciences. Mientras se desempeñaba como becaria posdoctoral en la Universidad Temple de Filadelfia, Karikó participó en un ensayo clínico en el que se trató a pacientes con SIDA, enfermedades hematológicas y fatiga crónica con ARN de doble cadena (dsRNA). En ese momento, se consideró que se trataba de una investigación innovadora, ya que se desconocía el mecanismo molecular de los efectos antineoplásicos del interferón estaban bien documentados.
En 1990, mientras era profesora de la Universidad de Pensilvania, Karikó presentó su primera solicitud de subvención en la que proponía establecer una terapia génica basada en el ARNm, Desde entonces, la terapia basada en el ARNm ha sido el principal interés de Karikó en materia de investigación. Karikó fue profesora en la Escuela de Medicina de la Universidad de Pensilvania durante casi 25 años.
En 2012, Karikó y Drew Weissman, un inmunólogo también de la Universidad de Pensilvania, recibieron una patente para el uso de varios nucleósidos modificados para reducir la respuesta inmune antiviral al ARNm y fundaron una pequeña compañía. Poco después, la universidad vendió la licencia de propiedad intelectual a Gary Dahl, el jefe de una empresa de suministros de laboratorio que finalmente se convirtió en Cellscript. Semanas más tarde, Flagship Pioneering, la empresa de capital de riesgo que estaba y sigue apoyando a la compañía Moderna, se puso en contacto con ella para licenciar la patente, pero esta no era de su propiedad ya. A principios de 2013, Karikó se enteró del acuerdo de 240 millones de dólares de Moderna con AstraZeneca para desarrollar un ARNm del factor de crecimiento endotelial vascular (VEGF). Karikó se dio cuenta de que no tendría la oportunidad de aplicar su experiencia con el ARNm en la universidad donde se encontraba, así que se incorporó como vicepresidente senior en BioNTech RNA Pharmaceuticals.

## Investigación
Sus investigaciones y especializaciones incluyen la terapia génica basada en el ARN mensajero, las reacciones inmunes inducidas por el ARN, las bases moleculares de la tolerancia a la isquemia y el tratamiento de la isquemia cerebral. El trabajo y la investigación de Karikó ha contribuido al esfuerzo de BioNTech para crear células inmunes que produzcan antígenos de vacuna; la investigación de Karikó reveló que la respuesta antiviral del ARNm dio a sus vacunas contra el cáncer un impulso adicional en la defensa contra los tumores. En 2020 esta tecnología se utilizó dentro de la vacuna para la COVID-19 (Tozinameran) que se produce conjuntamente por Pfizer y BioNTech.

## Patentes
US8278036B2 y US8748089B2: Esta innovación proporciona moléculas de ARN, oligorribonucleótido y polirribonucleótido que comprenden la pseudouridina o un nucleósido modificado, vectores de terapia génica que los comprenden, métodos de síntesis de los mismos y métodos para el reemplazo de genes, terapia génica, silenciamiento de la transcripción de genes y la entrega de proteínas terapéuticas a los tejidos in vivo, que comprenden las moléculas. La presente invención también proporciona métodos para reducir la inmunogenicida de las moléculas de ARN, oligorribonucleótidos y polirribonucleótidos.

## Premios
- Katalin Karikó, junto con Drew Weissman, recibió el Premio Rosenstiel en 2020 «por su trabajo pionero en la modificación de ácidos nucleicos para desarrollar terapias de ARN y vacunas».[12] En enero de 2021 fue nombrada doctora honoris causa por la Universidad de Szeged, donde se graduó en biología en 1978[13] y en marzo del mismo año fue galardonada con el Premio Széchenyi.[14]
- En 2021 ganó el Premio Princesa de Asturias de Investigación Científica y Técnica, junto con Drew Weissman, Philip Felgner, Uğur Şahin, Özlem Türeci, Derrick Rossi y Sarah Gilbert por su contribución científica encaminada a enfrentar la pandemia de COVID-19 y que «de forma independiente, han contribuido al desarrollo de alguna de las vacunas aprobadas hasta la fecha, todas ellas basadas en diferentes estrategias, que tienen la proteína S como blanco común».[15] Ese mismo año, el etólogo británico Richard Dawkins así como el biólogo canadiense de células madre Derrick Rossi, quien ayudó a fundar Moderna, solicitaron que Karikó y Weissman recibieran un Premio Nobel.[16][17][18]
- Werner von Siemens Ring en 2022.[19]
- Premio Fronteras del Conocimiento en Biología y Biomedicina junto a Robert Langer y Drew Weissman “por sus contribuciones a las terapias de ARN mensajero (ARNm) y a la tecnología de transferencia que permite a nuestras propias células producir proteínas para la prevención y el tratamiento de enfermedades” en 2022.[20]
- También en 2022 recibió el Premio Solvay, "por su investigación, que condujo a la creación de la vacuna de ARN mensajero contra la COVID-19".[21]
- En 2023, Karikó es galardonada con el Premio Nobel de Fisiología o Medicina junto a Drew Weissmann por su descubrimiento de los mecanismos de modificación de base del ARNm que permitió el desarrollo de las vacunas para la COVID-19.[1]

## Vida personal
Katalin Karikó está casada con Béla Francia. En 1985 emigraron de Hungría a Filadelfia, con su hija Susan Francia de dos años, y debido a que estaba prohibido por el gobierno comunista de la época sacar más de 100 dólares del país, debieron esconder todo el dinero que poseían, 1246 dólares estadounidenses, en un osito de peluche.